# Aloe belavenokensis
Aloe belavenokensis ist eine Pflanzenart der Gattung der Aloen in der Unterfamilie der Affodillgewächse (Asphodeloideae). Das Artepitheton belavenokensis verweist auf das Vorkommen der Art nahe Belavenoka auf Madagaskar.

## Beschreibung

### Vegetative Merkmale
Aloe belavenokensis wächst sehr kurz stammbildend und bildet durch Ausläufer Gruppen von bis zu 1 Meter Durchmesser. Der unterirdische Stamm ist bis zu 1,5 Meter lang und weist einen Durchmesser von 1 bis 1,5 Zentimeter auf. Die etwa zehn linealisch verjüngt-zugespitzten Laubblätter bilden dichte Rosetten. Die grüne, an ihrer Basis rotbraune bis violette Blattspreite ist 20 bis 30 Zentimeter lang und 1 Zentimeter breit. Die Zähne am Blattrand sind weiß bis hellrot. Der weiße Blattsaft wird an der Luft gelb.

### Blütenstände und Blüten
Der einfache Blütenstand erreicht eine Länge von 25 bis 40 Zentimeter. Die lockeren, zylindrischen Trauben sind 10 bis 20 Zentimeter lang und bestehen aus 10 bis 15 (selten bis 20) Blüten. Die spitzen Brakteen weisen eine Länge von 3 bis 5 Millimeter auf. Die leuchtend zinnoberroten Blüten besitzen im oberen Drittel grüne Adern. Sie stehen an 10 bis 15 Millimeter langen Blütenstielen. Die Blüten sind 20 bis 25 Millimeter lang und an ihrer Basis gerundet. Auf Höhe des Fruchtknotens weisen die Blüten einen Durchmesser von 6 bis 7 Millimeter auf. Darüber sind sie leicht verengt und schließlich zur Mündung erweitert. Ihre äußeren Perigonblätter sind auf einer Länge von 15 bis 20 Millimetern nicht miteinander verwachsen. Die Staubblätter und der der Griffel ragen nicht aus der Blüte heraus.

### Früchte
Die Früchte sind Beeren von bis zu 25 Millimetern Länge und einer Breite von 15 Millimeter. Die Samen sind nicht geflügelt.

## Systematik und Verbreitung
Aloe belavenokensis ist auf Madagaskar im Küstenwald auf Sand in Höhen von etwa 1220 Metern verbreitet.
Die Erstbeschreibung als Lomatophyllum belavenokense durch Werner Rauh und Raimond Gerold wurde 1994 veröffentlicht. Leonard Eric Newton und Gordon Douglas Rowley stellten die Art 1996 in die Gattung Aloe.

## Nachweise